# Lövtjärnen (Malingsbo socken, Dalarna)
Lövtjärnen är en sjö i Smedjebackens kommun i Dalarna och ingår i Norrströms huvudavrinningsområde. Sjön har en area på 0,0855 kvadratkilometer och ligger 210,2 meter över havet.

## Delavrinningsområde
Lövtjärnen ingår i det delavrinningsområde (664511-147723) som SMHI kallar för Mynnar i Hedströmmen. Medelhöjden är 240 meter över havet och ytan är 21,89 kvadratkilometer. Det finns ett avrinningsområde uppströms, och räknas det in blir den ackumulerade arean 51,83 kvadratkilometer. Djurlångsån som avvattnar avrinningsområdet har biflödesordning 4, vilket innebär att vattnet flödar genom totalt 4 vattendrag innan det når havet efter 225 kilometer. Avrinningsområdet består mestadels av skog (89 procent). Avrinningsområdet har 0,16 kvadratkilometer vattenytor vilket ger det en sjöprocent på 0,7 procent.